# Englandsskäret

Englandsskäret är en tidigare en ö utanför Bygdeås kust, men numera en halvö på grund av landhöjningen. Det sägensomspunna landmärket Bygde sten återfinns på den norra udden. I närheten av halvön finns viken Storvarpet och ön Prästskäret.